# Peymeinade
Peymeinade é uma comuna francesa na região administrativa da Provença-Alpes-Costa Azul, no departamento Alpes Marítimos. Estende-se por uma área de 9,76 km², com 7681 habitantes, segundo os censos de 2005, com uma densidade de 787 hab/km².